# Sidereus Nuncius (Anunțul stelar)
Sidereus Nuncius este un scurt tratat astronomic (sau pamflet) publicat în noua latină de Galileo Galilei la 13 martie 1610. A fost prima lucrare științifică publicată bazată pe observații făcute prin intermediul telescopului, și conține rezultatele primelor observații ale lui Galileo asupra suprafeței imperfecte a Lunii, sutelor de stele din Calea Lactee, și constelații, ce nu puteau fi văzute mai înainte cu ochiul liber, și stelelor mediceene (mai târziu lunile galileene) care păreau să graviteze în jurul lui Jupiter.
Cuvântul latin nuncius era, de obicei, tradus în această perioadă prin cuvântul mesager. Totuși, era de asemenea tradus (deși mai puțin frecvent) ca mesaj. Multe dintre primele versiuni ale cărții lui Galileo, și scrierile conexe ulterioare, indică faptul că scopul intenționat al cărții era „pur și simplu să raporteze știrile despre descoperirile recente în astronomie, nu să treacă el însuși drept un ambasador din ceruri". De altfel, Galilei însuși menționează aceasta într-o scrisoarea din 1626 adresată iezuitului Orazio Grassi. Prin urmare, traducerea corectă a titlului este Anunțul stelar (sau Anunțul sideral).
O copie a ediției originale s-a vândut la o licitație din decembrie 2010 pentru 662.500 $. Anticarul italian Marino Massimo De Caro a creat un fals al acestei opere, pe care pretindea că l-ar fi semnat Galileo însuși, acesta totodată pictând în acuarelă figurile din carte. Deși la început a fost considerat autentic, istoricul Nick Wilding a fost primul care a denunțat falsul, fiind apoi confirmat de mai mulți experți bibliofili.
În 2018, Humanitas a publicat pentru prima dată, în cadrul colecției "Biblioteca Italiana", traducerea în limba română a operei lui Galilei, Sidereus Nuncius. Traducerea din latină a fost realizată de fizicianul Gheorghe Stratan.

## Telescop
Primele telescoape au apărut în Olanda în 1608, când un producătorul de ochelari din Middelburg, Hans Lippershey, a încercat să obțină un brevet asupra unuia. În scurt timp Galileo aude despre dispozitiv, probabil de la Paolo Sarpi, și în 1609 își construiește propria versiune îmbunătățită. Probabil că nu a fost prima persoană care a utilizat noua invenție pentru observații astronomice, dar a fost primul care a folosit acest instrument pentru a realiza un studiu sistematic (și publicat) al corpurilor cerești. Unul dintre primele telescoape ale lui Galileo avea o putere de mărire liniară de la 8x până la 10x, lentilele fiind șlefuite de el însuși. Ulterior, a obținut o putere de mărire liniară de 20x, cu ajutorul lentilelor de Murano, cu telescopul îmbunătățit pe care l-a folosit pentru a face observațiile redate în Sidereus Nuncius.

## Conținut

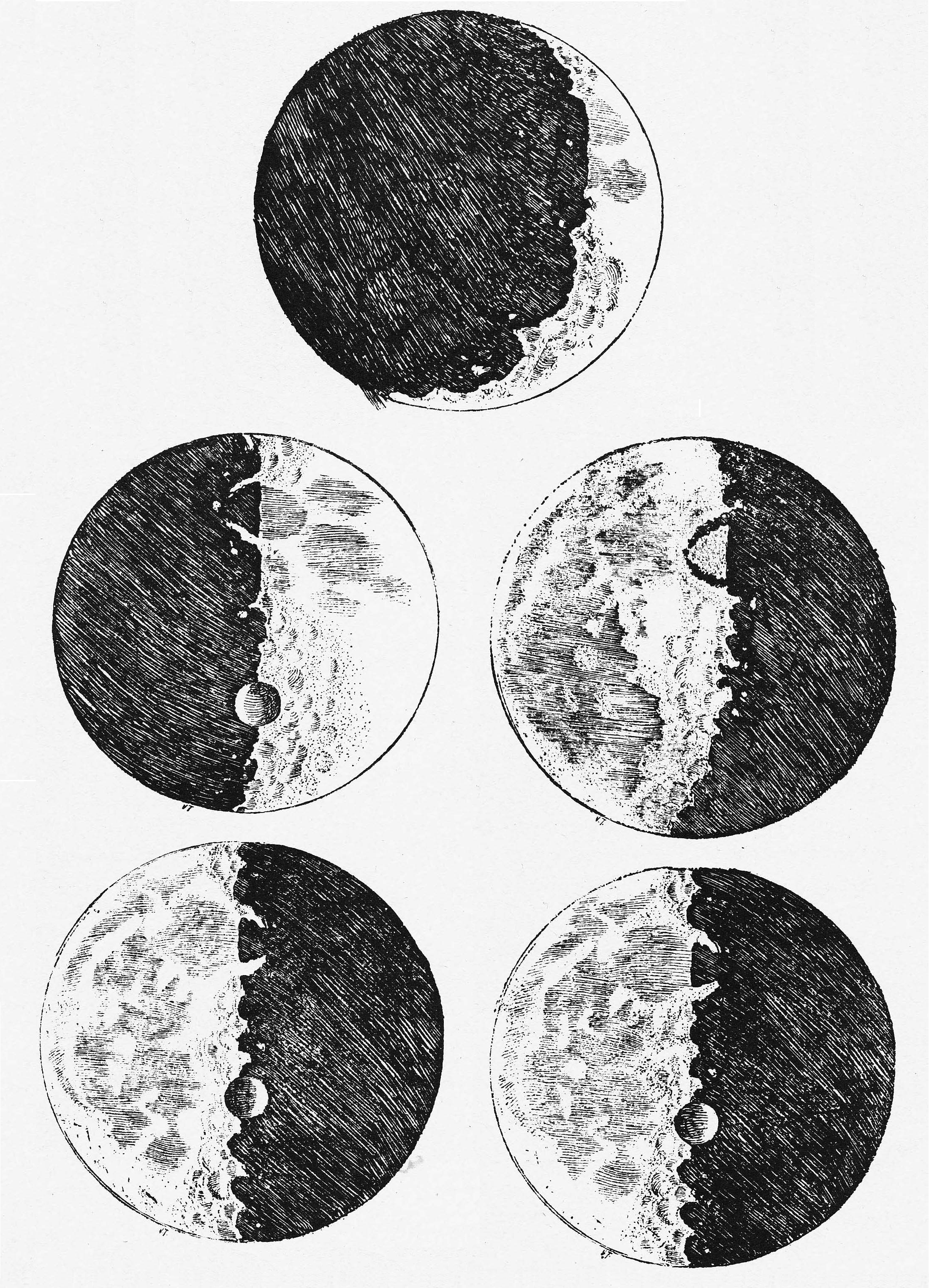
Schițe ale lunii realizate de Galileo și prezentate în Sidereus Nuncius.

Sidereus Nuncius conține peste șaptezeci de desene și diagrame, înfățișând luna în diferite faze, anumite constelații precum Orion, Pleiadele și Taurul, și stelele mediciene ale lui Jupiter (i.e. patru dintre sateliți). Textul lui Galileo include descrieri, explicații și teorii explicative ale observațiilor sale.

### Luna
Observând Luna, Galileo a văzut că linia care separă ziua lunară de noapte (i.e. terminatorul) era netedă unde traversa regiunile mai întunecate ale Lunii, dar neregulată unde traversa zonele mai luminoase. Din aceasta a dedus că regiunile mai întunecate sunt zone de altitudine joasă, iar regiunile mai luminoase sunt zone accidentate, montane. Bazându-și estimarea pe distanțele dintre vârfurilor luminate de soare și terminator, el a estimat, destul de precis, că munții lunari au cel puțin 6000 m înălțime. Gravurile lui Galileo ale suprafeței lunare au oferit o nouă formă de reprezentare vizuală, având o influență majoră în dezvoltarea selenografiei.

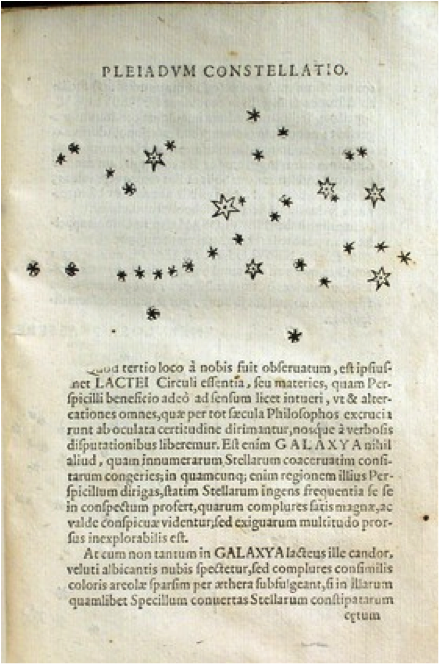
Desenele lui Galileo ale roiului stelar Pleiades. Imagine oferită de Biblioteca Universității din Oklahoma, aparținând colecției History of Science Collections.

### Stele
Galileo a raportat că a văzut de cel puțin zece ori mai multe stele prin intermediul telescopului decât este vizibil cu ochiul liber, publicând diagrame stelare ale centurii Orionului și ale roiului stelar Pleiadele care arată unele dintre stelele recent observate. Cu ochiul liber, astronomii de până la Galilei puteau vedea doar șase stele în roiul Taur; ori, cu ajutorul telescopului său, Galileo era capabil să vadă treizeci și cinci de stele - de aproape șase ori mai multe. Când și-a întors telescopul spre Orion, a fost capabil să vadă optzeci de stele, de aproape nouă ori mai mult decât numărul observat anterior cu ochiul liber. În Sidereus Nuncius, Galileo a revizuit și reprodus aceste două roiuri de stele, făcând distincție între stelele vizibile fără telescop, de cele văzute cu ajutorul acestuia. De asemenea, când a cercetat unele dintre stelele „nebuloase” din catalogul stelelor ptolemeice, a văzut că erau de fapt grupuri de stele mici. De aici a dedus că nebuloasele și Calea Lactee erau de fapt „conglomerate de nenumărate stele, grupate laolaltă în roiuri”, stelele fiind prea mici și prea îndepărtate pentru a fi individualizate de ochiul liber.

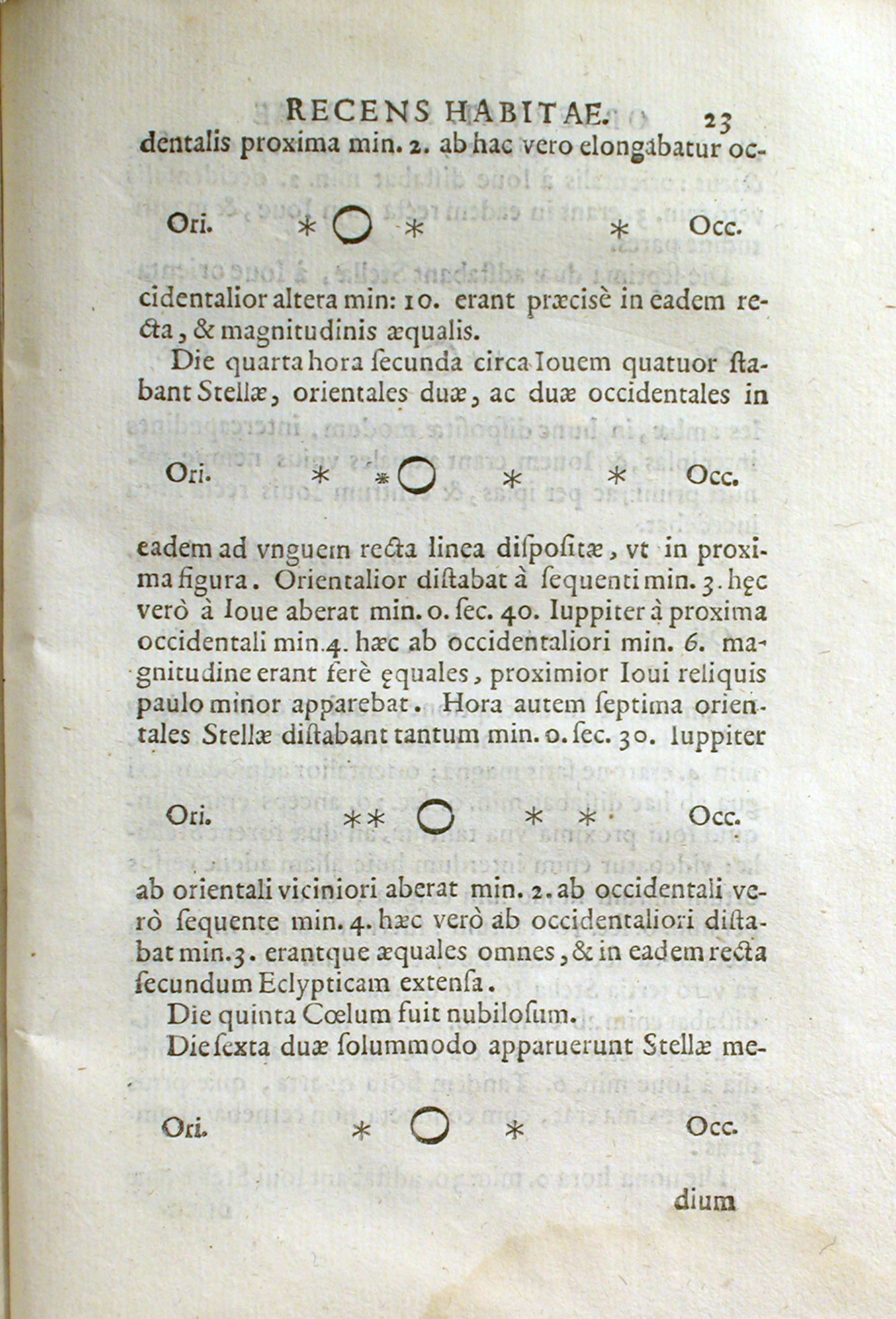
Desenele lui Galileo despre Jupiter și stelele sale medicinale de la Sidereus Nuncius. Imagine oferită de History of Science Collections, Universitatea din Oklahoma Biblioteci.

### Stelele mediceene (lunile lui Jupiter)
În ultima parte a lui Sidereus Nuncius, Galileo a raportat descoperirea a patru obiecte care păreau să formeze o linie dreaptă de stele lângă Jupiter. În prima noapte a detectat o linie de trei stele mici, apropiate de Jupiter, paralele cu ecliptica; nopțile următoare au adus aranjamente diferite ale stelelor precedente, precum și o a patra stea. Astfel, ajunge la constatarea că sunt patru stele în jurul lui Jupiter. Pe tot parcursul textului, Galileo a oferit ilustrații ale pozițiilor relative ale lui Jupiter și ale aparentelor sale stele însoțitoare, pe măsură ce acestea au apărut, în nopțile de la sfârșitul lunii ianuarie până la începutul lunii martie 1610. Deoarece își schimbau pozițiile față de Jupiter de la noapte la noapte, apărând totuși pe aceeași linie dreaptă lângă el, Galileo s-a convins că acestea orbitează în jurul lui Jupiter. La 11 ianuarie, după patru nopți de observație, a scris:
Prin urmare, am concluzionat și decis fără ezitare că există trei stele în univers care se mișcă în jurul lui Jupiter, după cum se mișcă Venus și Mercur în jurul Soarelui; care, în cele din urmă, a fost stabilit la fel de clar ca lumina zilei, prin numeroase observații ulterioare. Aceste observații au stabilit, de asemenea, că există nu doar trei, ci patru corpuri siderale eratice, care își efectuează revoluțiile în jurul lui Jupiter... revoluțiile sunt atât de rapide încât, în general, un observator poate obține diferențe de poziție la fiecare oră.
În desenele sale, Galileo a folosit un cerc deschis pentru a reprezenta Jupiter și asteriscuri pentru a reprezenta cele patru stele. A făcut această distincție datorită diferențelor structurale dintre aceste două tipuri de corpuri cerești. Este important de remarcat faptul că Galileo a folosit interschimbabil  termenii planetă și stea, „ambele cuvinte fiind folosite corect în cadrul terminologiei aristotelice dominante”.
La momentul publicării Sidereus Nuncius, Galileo era matematician la Universitatea din Padova, primind recent un contract de muncă pe viață ca urmare a succesului avut în construirea de telescoape imbunătățite. El însă dorea să se întoarcă la Florența, și, în speranța de a câștiga patronajul acolo, a dedicat opera Sidereus Nuncius fostului său elev, devenit marele duce al Toscanei, Cosimo ale II-lea de Medici. În plus, a numit cele patru luni ale lui Jupiter „stelele medicieene”, în cinstea celor patru frați din familia Medici. Aceste întreprinderi l-au ajutat să primească, pe 10 iulie 1610, funcția de Matematician Șef al Universitatea din Pisa fără obligația de a preda, precum și cea de Matematician Șef și Filozof al marelui duce al Toscanei. În cele din urmă, efortul său de denumire a lunilor lui Jupiter a eșuat, deoarece acestea sunt acum denumite „luni galileene”.

## Recepție
Reacțiile la Sidereus Nuncius, ce au variat de la apreciere la ostilitate, de la susținere, la necredință, s-au răspândit timpuriu în Italia și Anglia. S-au publicat multe poezii și texte care exprimau aprecierea pentru noua formă a științei astronomice. Trei opere de artă au fost createca răspuns direct la cartea lui Galileo: Fuga în Egipt a lui Adam Elsheimer (1610), Adormirea Maicii Domnului a lui Lodovico Cigoli (1612) și Înțelepciunea divină a lui Andrea Sacchi (1631). În plus, descoperirea Stelelor Mediceene a fascinat alți astronomi, care au început observarea lunilor lui Jupiter. Eforturile lor „au stabilit scena pentru cerința științifică modernă a reproductibilității experimentale de către cercetători independenți. Verificarea versus falsabilitatea... și-au văzut originile în publicarea Sidereus Nuncius.”
Dar mulți indivizi și comunități au rămas sceptice. Unul dintre răspunsurile obișnuite la descoperirea Stelelor Mediceene a fost că telescopul avea un defect al lentilelor, producând puncte iluzorii de lumină și imagini; cei care susțineau acest lucru, negau complet existența lunilor. Deoarece inițial doar câțiva cercetători aveau posibilitatea de a vedea și verifica ceea ce observase Galileo, a dus la propagarea părerii cum că teoria optică din acea perioadă „nu putea demonstra în mod clar că instrumentul nu înșela simțurile”. Numind cele patru luni după frații Medici, și convingându-l pe Marele Duce Cosimo II de descoperirile sale, apărarea descoperirilor lui Galileo devine o chestiune de stat. Moran notează: „Curtea însăși s-a implicat activ în urmărirea confirmării observațiilor lui Galileo, plătind pe Galileo din trezoreria proprie pentru a fabrica telescoape care ar putea fi trimise prin canale diplomatice către marile curți europene”.
Primul astronom care a susținut public descoperirile lui Galileo a fost Johannes Kepler, care a publicat o scrisoare deschisă în aprilie 1610, sprijinind cu entuziasm credibilitatea lui Galileo. Abia în august 1610 Kepler a reușit să și confirmare experimental descoperirile lui Galileo, din cauza penuriei telescoapelor suficient de puternice.
Mai mulți astronomi, precum Thomas Harriot, Joseph Gaultier de la Vatelle, Nicolas-Claude Fabri de Peiresc și Simon Marius, au publicat confirmări ale stelelor Mediceene, după ce Jupiter a devenit din nou vizibil în toamna anului 1610. Simon Marius, un astronom german care studiase cu Tycho Brahe, a fost primul care a publicat o carte cu observațiile sale. Marius l-a atacat Galileo în Mundus Jovialis (publicat în 1614), insistând că a găsit cele patru luni ale lui Jupiter înaintea lui Galileo, observându-le înca din 1609. Marius credea că, prin urmare, avea dreptul să le numească, ceea ce a și făcut; le-a numit după iubitele lui Jupiter (i.e. Zeus din mitologia greacă): Io, Europa, Ganimedes și Callisto . Dar Galileo nu a fost tulburat; el a subliniat că, fiind în afara Bisericii Catolice, Marius nu acceptase încă calendarul gregorian, folosindu-l încă pe cel iulian. Prin urmare, noaptea în care Galileo a observat prima dată lunile lui Jupiter a fost 7 ianuarie 1610 în calendarul gregorian, ceea ce înseamnă 28 decembrie 1609 în calendarul iulian (Marius a susținut că a observat prima dată lunile lui Jupiter pe 29 decembrie 1609). Deși Galileo a descoperit într-adevăr cele patru luni ale lui Jupiter înaintea lui Simon Marius, în zilele noastre cele patru luni ale lui Jupiter, descoperite de Galileo, sunt denumite conform propunerii lui Simon Marius.

## Controversa cu Biserica Catolică
Desenele lui Galileo, înfățișând o lună cu suprafața imperfectă, având cratere și munți, au contrazis direct descrierile cosmologice ale lui Ptolemeu și  Aristotel privitoare la corpurile cerești perfecte și neschimbabile, făcute din eter (cel de-al cincilea element structural conform filozofiei antice și medievale, din care sunt compuse corpurile cerești).
Înainte de publicarea Sidereus Nuncius, Biserica Catolică acceptase sistemul heliocentric copernican ca ipotetic. Sistemul heliocentric copernician, care pune accent pe mișcarea Pământului în jurul Soarelui, a fost demonstrat empiric abia in 1729, de către astronomul englez James Bradley. Astfel, de-a lungul timpului, în cazul controversei dintre Galilei și Biserica Catolică, s-au introdus multiple elemente de "folclor științific", care deviază de la istoria prorpiu-zisă. Se pare că principala opoziție stârnită impotriva lui Galilei a pornit de la rivalii din mediul academic, care-și construiseră carierele științifice pe baza sistemului aristotelian.
În fapt, în urma descoperirilor relatate în Sidereus Nuncius, Galilei a fost onorat de Colegiul Roman din Vatican printr-o zi de festivități. Totodată, cartea s-a bucurat de o lectură publică în același colegiu.
Condamnarea din 1616 a sistemului heliocentric copernician avea rolul de a preveni considerarea lui drept certitudine. Astfel, în 1631, începerea procedurii inchizitoriale împotriva lui Galilei are la bază acuzația că ar fi "vorbit despre sistemul copernician nu ca despre o ipoteză, ci ca despre un adevăr natural". Abia în 1633 pornește spre Roma, unde va fi condamnat la închisoare pe viață, pedeapsa fiindu-i însă comutată în arest la domiciliu. Primele luni de pedeapsă le petrece în palatul din Roma al marelui duce al Toscanei și la reședința arhiepiscopului Ascanio Piccolomini. Ulterior, în decembrie al aceluiași an, îi este permis să-și ispășească pedeapsa la vila sa din Arcetri, unde-și petrece ultimii ani de viață. În 1638 i se îngăduie părăsirea domiciliului pentru a putea frecventa biserica din oraș.